# Garden State Parkway
De Garden State Parkway (GSP) is een als tolweg uitgevoerde autosnelweg in de Verenigde Staten. De hele snelweg ligt in de staat New Jersey. De tolweg refereert met zijn naam naar de bijnaam van New Jersey, de Garden State. De hoofdroute van de snelweg begint in het zuiden in de tip van het schiereiland van New Jersey in de stad Cape May, aan de noordelijke kustlijn van Delaware Bay, het estuarium gevormd door de monding van de Delaware. Vandaar volgt het traject de kustlijn van de staat, dwarst de New Jersey Turnpike in Woodbridge en eindigt in Montvale, Bergen County in het noorden van de staat op de staatsgrens met New York waar de snelweg overgaat in de Garden State Parkway Connector, een onderdeel van en aanvoerroute naar de New York State Thruway die noordwaarts door deze laatste staat verder voert.
Belangrijke plaatsen/steden langs de NJ Turnpike zijn Ocean City, Atlantic City, Toms River, Woodbridge, Elizabeth, Union, Newark, East Orange en Clifton. Volgens de International Bridge, Tunnel and Turnpike Association was de Garden State Parkway in 2006 de drukste tolweg van de Verenigde Staten.
De snelweg werd tot 2003 beheerd door de New Jersey Highway Authority (NJHA), maar wordt sinds die datum beheerd door de in 1950 opgerichte New Jersey Turnpike Authority, de wegbeheerder van de New Jersey Turnpike, nadat deze laatste de NJHA absorbeerde. De totale lengte van de tolweg is 277,45 km.